# Lionel Ferro
Lionel Axel Ferro (Buenos Aires, 26 de abril de 1995) es un actor, cantante y youtuber argentino. Saltó a la fama con su canal de YouTube en 2014, lo que le permitió incursionar en la actuación, obteniendo su primer papel en la telenovela infantil Soy Luna (2016-2018) de Disney Channel, en la cual interpretó a Nicolás Navarro.

## Biografía
Lionel Axel Ferro nació el 26 de abril de 1995 en la ciudad de Buenos Aires y en sus primeros años vivió en un departamento en Almagro, pero a los 5 años se mudó a Capilla del Monte, Córdoba. Fue criado por sus abuelos maternos Luis, un albañil y Dora, maestra jubilada, ya que su padre Daniel desde una temprana edad no estuvo presente y su madre Silvina se fue a vivir con su pareja a Maryland, Estados Unidos cuando Ferro tenía 11 años. Tiene tres hermanos por parte de la madre llamados Diego, Julieta y Franco; y una hermana por parte de su padre llamada Sasha. A la edad de 17 años, Lionel se trasladó a Buenos Aires para comenzar su carrera como actor y durante ese tiempo trabajó en un local de ropa, en relaciones públicas y en el Ministerio de Desarrollo Social.

## Carrera profesional

### 2014-2018: inicios en YouTube ySoy Luna
Ferro inició su carrera en 2014 como creador de contenido en la plataforma de YouTube, donde creó su canal dedicado a parodiar la trama y los personajes de la película Crepúsculo. Luego, redireccionó su contenido hacia videos blogueros y musicales. A partir de entonces, se estableció como un fenómeno de las redes sociales y uno de los youtubers argentinos más populares. Poco después, Lionel debutó como actor en la obra infantil de fantasía Rebelius, donde personificó a Otto González bajo la dirección de Jorge Soldera en el teatro El Método Kairós.
A mediados del 2015, a través de un casting, Ferro quedó seleccionado para integrar el elenco principal de la telenovela infantil Soy Luna de Disney Channel, donde obtuvo el papel de Nicolás Navarro. La producción se estrenó en 2016, convirtiéndose en un éxito en América Latina, Medio Oriente y Europa, lo que llevó a incrementar la fama de Lionel por los altos niveles de audiencia que generaba el programa y las giras musicales que realizaban en las distintas partes del mundo.
El 9 de septiembre de 2016, Ferro lanzó al mercado musical de manera independiente su primera canción «Tu carita» y a la vez subía covers a su canal de YouTube, lo que le permitió brindar varios shows en Argentina. El 12 de mayo de 2017, Lionel colaboró con la banda de cumbia uruguaya Toco Para Vos en el sencillo «Uh amor». En 2018, lanzó las canciones «Déjate llevar» con Numa, «Mi chica ideal» y «Pegadito»; e inició su primera gira de conciertos denominada Déjate llevar Tour con la cual recorrió Argentina, Colombia, Perú, Guatemala, Panamá y México.

### 2019-presente: Música y otros proyectos
En 2019, tras lanzar sus primeras canciones, fue contactado por el sello discográfico colombiano Codiscos, con el cual firmó su primer contrato musical y publicó su primer sencillo «Te elegí a ti» dedicada a su novia. En septiembre de 2019, estrenó su segundo sencillo «Ojalá» en colaboración con Gustavo Elis, Emilio Jaime y Ancizar. A fines de ese año, Ferro publicó, bajo la editorial Altea,  su primer libro titulado Misterio en cielo abierto, una novela que trata sobre ciudades ocultas, ovnis y presencias del más allá.
A comienzos del 2020, presentó el sencillo «Sirena» junto a la cantante chilena Valentina Olguín. Después, anunció su gira Roma Tour con la cual visitó algunas ciudades de Argentina y lanzó un single titulado «Roma». En agosto, Lionel publicó la canción «Si las cosas se dan» y en noviembre presentó el tema «Una mirada» en colaboración con su pareja Amira Chediak.
En agosto del 2021, Ferro se incorporó como participante en la competencia de baile Showmatch, la academia, donde fue emparejado con la bailarina Camilo Lonigro, sin embargo, la pareja quedó eliminada por decisión del jurado en la decimoquinta ronda del reality. Ese mismo año, Lionel interpretó el papel de Alejo Chaves en la serie de comedia Abejas, el arte del engaño estrenada por Flow. En febrero del 2022, presentó su primer EP titulado Juminis compuesto por seis canciones.
A inicios del 2023, Lionel apareció como uno de los concursantes del reality deportivo The Challenge Argentina emitido por Telefe, en el cual llegó a las instancias finales quedando en el séptimo lugar de la competencia. En simultáneo, Ferro regresó a la música con la canción «Pedacitos», una cumbia en colaboración con el Lira. En julio de ese año, publicó el sencillo «Muñequita» que contó con el cantante uruguayo Niko Falero como artista invitado.

## Vida personal
Desde 2016, Ferro está en una relación con la modelo Amira Chediak. En junio del 2019, nació su primera hija llamada Roma y en diciembre del 2021, nació su segundo hijo llamado Donato.

## Filmografía

### Cine
| Año  | Título                          | Papel           | Notas                 |
| ---- | ------------------------------- | --------------- | --------------------- |
| 2017 | Soy Luna: En Concierto - México | Nicolás Navarro | Película de concierto |

### Televisión
| Año       | Título                              | Papel           | Notas           |
| --------- | ----------------------------------- | --------------- | --------------- |
| 2016-2018 | Soy Luna                            | Nicolás Navarro |                 |
| 2021      | Showmatch, la academia              | Participante    | 13.er eliminado |
| 2021      | Abejas, el arte del engaño          | Alejo Chaves    |                 |
| 2023      | The Challenge Argentina: El Desafío | Participante    | 7.mo finalista  |

### Web
| Año  | Título     | Papel                  | Plataforma     |
| ---- | ---------- | ---------------------- | -------------- |
| 2025 | Bon Vivant | Carlos «Charly» Alonso | The Eleven Hub |

## Teatro
| Año  | Título   | Papel         | Lugar                   |
| ---- | -------- | ------------- | ----------------------- |
| 2014 | Rebelius | Otto González | Teatro El Método Kairós |

## Discografía
EP
- 2022: Juminis[30]

## Giras musicales
- 2018: Déjate llevar Tour[38]
- 2020: Roma Tour[39]

## Premios y nominaciones
| Año  | Premiación                    | Categoría                           | Trabajo      | Resultado | Ref(s) |
| ---- | ----------------------------- | ----------------------------------- | ------------ | --------- | ------ |
| 2016 | Kids' Choice Awards Argentina | Chico trendy                        | Él mismo     | Nominado  | [ 40 ] |
| 2017 | Kids' Choice Awards Argentina | Youtuber favorito                   | Él mismo     | Nominado  | [ 41 ] |
| 2017 | Premios Los Más Clickeados    | Youtuber del año                    | Él mismo     | Nominado  | [ 42 ] |
| 2017 | Fans Awards                   | Mejor jugador                       | Él mismo     | Nominado  | [ 43 ] |
| 2017 | Premios Martín Fierro Digital | Video musical del año               | «Me enamoré» | Nominado  | [ 44 ] |
| 2018 | Premios MTV Miaw              | Instagrammer nivel Dios - Argentina | Él mismo     | Nominado  | [ 45 ] |
| 2018 | Kids' Choice Awards Argentina | Influencer musical favorito         | Él mismo     | Nominado  | [ 46 ] |
| 2018 | Premios Martín Fierro Digital | Mejor producción musical            | Él mismo     | Ganador   | [ 47 ] |
| 2020 | Premios Filo                  | Mejor tiktoker                      | Él mismo     | Nominado  | [ 48 ] |
| 2024 | Influencers Awards Uruguay    | Influencer extranjero               | Él mismo     | Ganador   | [ 49 ] |
| 2024 | Influencers Awards Uruguay    | Influencer del año                  | Él mismo     | Ganador   | [ 49 ] |
| 2024 | Premios Quiero                | Mejor músico influencer             | Él mismo     | Nominado  | [ 50 ] |